# Harue Yamasaki
Pour les articles homonymes, voir Yamasaki.
Harue Yamasaki (山崎 晴恵, Yamasaki Harue), née le 29 janvier 1970 à Okayama, est une avocate et une femme politique japonaise, maire de Takarazuka.

## Jeunesse, études et carrière pré-électorale
Yamasaki naît le 29 janvier 1970 à Okayama, dans la préfecture éponyme. Elle effectue ses études de droit à l'université de Kobe.
Yamasaki commence sa carrière professionnelle dans le domaine des assurances, avant de devenir l'assistante parlementaire d'un membre de la Chambre des conseillers. Elle devient en 2015 avocate, et ouvre son cabinet dans la ville d'Akashi. Elle se spécialise dans les cas liées aux violences domestiques et conjugales. En 2020, elle ouvre un cabinet à Takarazuka, qu'elle dirige.

## Carrière électorale
En février 2020, Yamasaki rencontre Tomoko Nakagawa, ancienne membre de la Chambre des représentants du Japon et actuelle maire de Takarazuka, qui lui propose d'être candidate à sa succession. Bien qu'inexpérimentée en politique, elle accepte, car sympathisante de la politique de Nakagawa. Elle annonce officiellement sa candidature en décembre 2020. Elle axe sa campagne principalement autour des problématiques liées à l'éducation et à la garde d'enfants dans la ville,.
Yamasaki est élue maire en avril 2021, et prend ainsi la succession de Tomoko Nakagawa. Fait rare, c'est une femme qui succède à une femme à la tête d'une mairie japonaise.

## Prises de position
Impliquée dans le milieu sportif, Yamasaki récompense notamment les différents sportifs originaires de Takarazuka par la médaille de la ville, après leurs performances lors de différentes cérémonies sportives,,.
Yamasaki met également à profit sa carrière passée en tant qu'avocate spécialisée dans les violences domestiques pour sensibiliser et lancer des campagnes informatives sur ces sujets.
Yamasaki s'implique également fortement sur les problématiques liées au handicap,.